# II-59
De II-59 is een nationale weg van de tweede klasse in Bulgarije. De weg loopt van Momtsjilgrad via Ivaylovgrad naar Griekenland. De II-59 is 86 kilometer lang.